# Nystalea lophocera
Nystalea lophocera är en fjärilsart som beskrevs av Dyar 1915. Nystalea lophocera ingår i släktet Nystalea och familjen tandspinnare. Inga underarter finns listade i Catalogue of Life.